# Bihar Sharif
Bihar Sharif (Hindi बिहार शरीफ़; auch Bihar Sharif) ist eine Stadt im indischen Bundesstaat Bihar.
Die Stadt befindet sich in der nordindischen Ebene 30 km südlich des Ganges. Sie ist Verwaltungssitz des Distrikts Nalanda. Biharsharif liegt 60 km südöstlich von Patna. Biharsharif ist eine Municipal Corporation (Nagar Nigam). Die Stadt ist in 46 Wards gegliedert. Beim Zensus 2011 betrug die Einwohnerzahl knapp 300.000.
Die nationalen Fernstraßen NH 20 und NH 33 kreuzen sich in Biharsharif.

## Ausschreitungen 2023
Am 31. März 2023 kam es während des hinduistischen Festivals Ram Navami zu Ausschreitungen, bei denen die Bibliothek der Madrasa Azizia, einer bekannten Religionsschule in der Stadt niedergebrannt wurde. Hunderte Personen brachen die Schlösser und die Eingangstür der Madrasa auf, warfen Benzinbomben und zündeten die Bibliothek an. Der Mob zerstörte dabei in der 113 Jahre alten Bibliothek mehr als 4500 Bücher, darunter alte Manuskripte und islamische Texte, die in Kalligrafie geschrieben waren.